# Paracilicaea watamuae
Paracilicaea watamuae là một loài chân đều trong họ Sphaeromatidae. Loài này được Müller miêu tả khoa học năm 1995.